# Napa River
La Napa River est un fleuve américain d'environ 89 kilomètres de long qui coule dans l'État de Californie. Elle est surtout connue pour drainer la Napa Valley, plus importante région viticole américaine située dans les montagnes au nord de la Baie de San Francisco.

## Cours
La Napa River prend sa source au nord-ouest du comté de Napa. La source commence à la Kimball Canyon Creek dans le Robert Louis Stevenson State Park à une altitude de 1 141 mètres. Elle coule vers le sud sur 6 kilomètres. Elle forme un estuaire dans la baie de San Pablo au détroit de Mare Island.

## Crédit des auteurs
- (en) Cet article est partiellement ou en totalité issu de l’article de Wikipédia en anglais intitulé « Napa River » (voir la liste des auteurs).